# Republiek Stellaland
De Republiek Stellaland was een van de kleinere Boerenrepublieken met een kortstondig bestaan. Vandaag de dag wordt de naam nog gebruikt ter aanduiding van de streek waarin de vroegere hoofdstad Vryburg en andere dorpen als Stella en Vostershoop liggen.

## Geschiedenis
Begin 19de eeuw hadden Britse missionarissen zich gevestigd in Bechuanaland, waar zij in 1803 een missiepost oprichtten in het latere West-Griekwaland en in 1818 iets noordelijker de post Kuruman. Rond 1870 trachtten de Boeren – die door een plaatselijk stamhoofd werden omschreven als wreed tegenover de zwarte bevolking, oorlogszuchtig, de volwassen bevolking en hun kinderen als zijnde geld te verkopen en als drinkers – vanuit Transvaal grondgebied van Bechuanaland te veroveren. Ze trachtten de plaatselijke stammen tegen de Britten op te zetten. David Livingstone bevestigde dat de Boeren de bewoners als slaven behandelde.

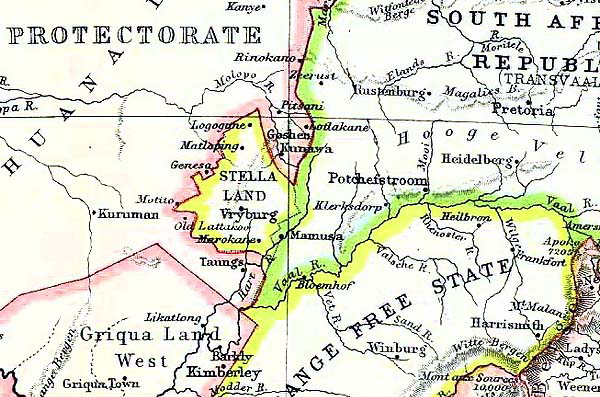
Kaart van Stellaland en omliggende gebied

In 1881 werd een Britse politiemacht naar het gebied gezonden. Nadat deze in april 1881 weer was teruggetrokken en er een oorlog ontstond tussen de Montsioa- en de Moshette-stammen, die de Boeren tegen elkaar hadden opgezet en er ook gevechten tussen andere stammen waren ontstaan, grepen de Boeren hun kans. In juli 1882 stichtte Gerrit Jacobus van Niekerk de Republiek Stellaland op een stuk land dat was geschonken door het Tswanastamhoofd Massouw, nadat een Boerencommando hem had gesteund bij een stammenoorlog tegen het stamhoofd Mankoroane.

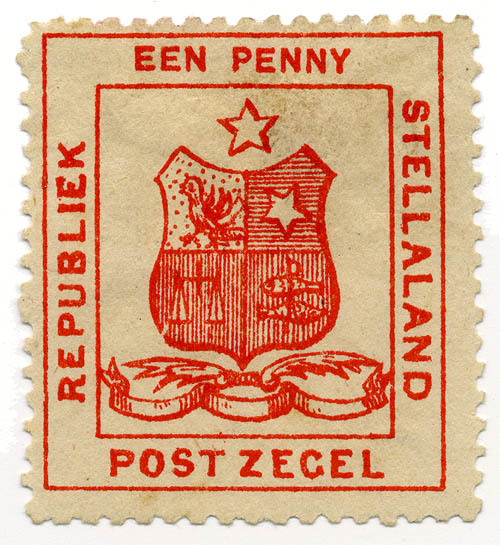
Postzegel van Stellaland

Stellaland bestond uit 416 boerderijen van elk 3.000 morgen en werd vernoemd naar het Latijnse woord voor ster (stella), naar een komeet die ten tijde van de stichting zichtbaar was.
In hetzelfde jaar als Stellaland werd aan de noordgrens de kleine republiek Goshen (Goosen) opgericht. De Montsioa werden van dit land verdreven. In oktober 1884 zonden de Britten een 4000 man sterk leger. Op 30 september 1885 namen de Britten formeel beide republieken, inmiddels samengegaan als de Verenigde Staten van Stellaland, in bezit en aan Bechuanaland toegevoegd. 